# Horama panthalon
Espèce
Horama panthalon est une espèce de lépidoptères (papillons) américains de la famille des Erebidae et de la sous-famille des Arctiinae.

## Morphologie
L'imago est un papillon dont l'apparence imite celle d'une guêpe (Polistes). Il a une envergure de 32 à 34 mm. 

## Phénologie
Il vole toute l'année aux États-Unis. 

## Distribution
On la trouve dans la majeure partie de l'Amérique du Sud, et au nord jusqu'au Mexique, au Sud de l'Arizona, au Sud-Est du Nouveau-Mexique, au Texas et en Floride.

## Synonymes
Selon FUNET Tree of Life (28 octobre 2020) :
- Zygaena panthalon Fabricius, 1793
- Mastigocera tibialis Butler, 1876
- Horama serena Schaus, 1924
- Horama stoneri Lindsey, 1926

## Sous-espèces
On distingue plusieurs sous-espèces :
- Horama panthalon panthalon (Fabricius, 1793) — Antilles, Panama, Nord de l'Amérique du Sud.
- Horama panthalon texanus (Grote, 1867) — Sud des États-Unis, Mexique, Amérique centrale.
- Horama panthalon viridifusa (Schaus, 1904) — Sud de l'Amérique du Sud.